# Liste der Monuments historiques im Justizpalast Carpentras
Die Liste der Monuments historiques im Justizpalast Carpentras führt die als Monument historique klassifizierten Objekte im Justizpalast (ehemaliger Bischofspalast) der französischen Stadt Carpentras auf.

## Liste der Objekte
| Bezeichnung                                                           | Beschreibung | Standort                       | Kennzeichnung | Schutzstatus             | Datum | Bild |
| --------------------------------------------------------------------- | --- | ------------------------------ | ------------- | ------------------------ | ----- | ---- |
| Gemälde Der hl. Hieronymus in der Wüste                               | |                                | PM84000378    | Classé                   | 1978  |      |
| Gemälde Die Versuchung des Heiligen Antonius                          | im Juli 1992 gestohlen |                                | PM84000379    | Classé                   | 1978  |      |
| Decke Mariä Himmelfahrt, Täfelung und Balustradengeländer des Alkoven | Der Alkoven des Ratssaals ist das ehemalige Schlafzimmer der Bischöfe von Carpentras. Er ist mit geschnitzten und vergoldeten Holzarbeiten und einem Gemälde, das Mariä Himmelfahrt darstellt, an der Decke verziert. | Ratssaal                       | PM84000696    | Classé au titre immeuble | 1862  |      |
| Fauteuil                                                              | Dieser Sessel aus dem 17. Jh. ist mit Utrechter Samt bezogen. | Ratssaal                       | PM84000702    | Classé                   | 1923  |      |
| Fries mit Landschaften                                                | | Ratssaal                       | PM84000701    | Classé au titre immeuble | 1862  |      |
| Fries mit religiösen Themen                                           | | Ratssaal                       | PM84000369    | Classé au titre immeuble | 1862  |      |
| Gemälde Johannes der Täufer                                           | | Trumeau des Kamins im Ratssaal | PM84000370    | Classé                   | 1923  |      |
| Decke, Täfelung                                                       | Die Decke erinnert an die des Rathauses von Lyon, das nach den Plänen desselben Architekten, Royer de la Valfenière, gebaut wurde.                                                                                    | Schwurgerichtssaal             | PM84000698    | Classé au titre immeuble | 1862  |      |
| Fries mit profanen Themen                                             | wird dem italienischen Barockmaler Giovanni Francesco Romanelli (1610–1662) zugeschrieben | Schwurgerichtssaal             | PM84000697    | Classé au titre immeuble | 1862  |      |
| Fries mit religiösen Themen                                           | | Zeugenraum des Schwurgerichts  | PM84000700    | Classé au titre immeuble | 1862  |      |
| Fries mit Ansichten verschiedener Städte im Comtat Venaissin          | | Tribunalsaal                   | PM84000699    | Classé au titre immeuble | 1862  |      |